# Rossignol (Fluss)
Der Rossignol ist ein kleiner Fluss in Frankreich, der im Département Indre in der Region Centre-Val de Loire verläuft. Er entspringt im nordwestlichen Gemeindegebiet von La Pérouille, entwässert generell Richtung Nordwest durch den seenreichen Regionalen Naturpark Brenne und mündet nach rund 15 Kilometern im Gemeindegebiet von Vendœuvres als rechter Nebenfluss in den Yoson.

## Orte am Fluss
(Reihenfolge in Fließrichtung)
- Neuillay-les-Bois
- Les Berthonneaux, Gemeinde Méobecq
- Chapelle Saint-Sulpice, Gemeinde Vendœuvres